# Ischnoptera cristata
Ischnoptera cristata es una especie de cucaracha del género Ischnoptera, familia Ectobiidae. Fue descrita científicamente por Lopes en 2009.
Habita en Brasil.